# Peter Howard Costello

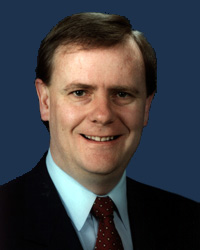
Peter Costello

Peter Howard Costello AC (* 14. August 1957 in Melbourne, Victoria, Australien) ist ein australischer Politiker. Er war Treasurer of Australia mit der längsten Dienstzeit in der Geschichte Australiens.

## Karriere
Costello absolvierte den Bachelor of Arts und den Bachelor of Laws an der Monash University. Von 1981 bis 1990 war er Rechtsanwalt bei der Kanzlei Mallesons Melbourne und danach selbständiger Anwalt. Von 1984 bis 1986 war er nebenberuflich Tutor an der Juristischen Fakultät und an der damaligen Fakultät für Wirtschaft und Politik der Monash University. Costello wurde erstmals für den Sitz der Vorstadt Higgins in das Repräsentantenhaus im Jahre 1990 gewählt und wurde seitdem 1993, 1996, 1998 und 2001 wiedergewählt. In seiner Zeit in der Opposition war er von 1990 bis 1992 Schattenminister für Gesellschaftsrechtsreform und Verbraucherangelegenheiten, Schattenstaatsanwalt und Schattenminister für Justiz von 1992 bis 1993, Schattenminister für Finanzen von 1993 bis 1994 und Schattenschatzmeister von 1994 bis 1996. Im Jahr 2000 war Costello Vorsitzender des Ausschusses der Organisation für wirtschaftliche Zusammenarbeit und Entwicklung (OECD). Costello war von 1994 bis 2007 stellvertretender Vorsitzender der Liberalen Partei Australiens und von 1996 bis 2007 Treasurer des Bundes.
Für herausragende Verdienste um das australische Parlament, insbesondere durch die Entwicklung bahnbrechender wirtschaftspolitischer Reformen in den Bereichen Besteuerung, Auslandsinvestitionen, Altersvorsorge und Unternehmensregulierung sowie durch repräsentative Funktionen bei globalen Finanzorganisationen wurde er 2011 zum Companion des Order of Australia ernannt.

## Privates
Costello heiratete Tanya Coleman am 30. Januar 1982. Die beiden haben zusammen drei Kinder.